# Bahia
Bahia (pronuncia portoghese: [baˈi.ɐ]) è una delle 27 unità federative del Brasile. Bagnata dall'Oceano Atlantico, ha il maggior sviluppo costiero tra gli stati del Brasile. Si trova nella regione Nordeste, della quale rappresenta lo Stato con la maggiore estensione territoriale, la più grande popolazione, il maggior prodotto interno lordo e il maggior numero di comuni. La capitale dello Stato è Salvador. Oltre ad esso, ci sono altri comuni rilevanti, come i capoluoghi regionali Feira de Santana, Vitória da Conquista, Barreiras, e gli agglomerati urbani Itabuna-Ilhéus e Juazeiro-Petrolina (quest'ultimo si trova nel Pernambuco) e nel sud dello stato Porto Seguro.

## Storia
Il portoghese Pedro Álvares Cabral sbarcò nel 1500 nell'odierna Santa Cruz de Cabrália (costa meridionale di Bahia) a 25 km a nord di Porto Seguro, ritenuta a lungo la località del primo sbarco. Il 22 aprile 1500 rivendicò la sovranità portoghese sul territorio. La città e la capitaneria circostante rappresentarono il cuore amministrativo e religioso dei domini portoghesi in America fino al 1763.
Dal maggio 1624 al maggio 1625 Salvador, passata in seguito all'Unione Iberica sotto il controllo della corona spagnola, fu occupata dalle forze della Repubblica delle Sette Province Unite nel contesto della guerra degli ottant'anni. La città venne ripresa da una poderosa armata che costrinse alla resa gli olandesi (riconquista di Bahia).
Lo Stato di Bahia fu l'ultimo ad aderire alla confederazione nata dopo la dichiarazione di indipendenza del Brasile, rimanendo sotto il controllo della corona portoghese fino al 2 luglio 1823.
Bahia fu un importante centro della coltivazione di canna da zucchero dal XVI al XVIII secolo, periodo a cui risale la fondazione di numerose città storiche. L'economia dipendeva dal lavoro degli schiavi africani (basti pensare che il 37% degli schiavi neri deportati nelle Americhe furono condotti in Brasile), la maggioranza dei quali entrava in Brasile passando per Bahia, da dove venivano poi condotti nelle piantagioni disseminate nel Paese.

## Popolazione

### Etnie
Un tempo centro del traffico degli schiavi in Brasile, Bahia possiede la più forte impronta africana, in termini di cultura e usanze, di tutto il Brasile. Questo patrimonio include le pratiche di sincretismo religioso di origine Yoruba del Candomblé, le arti marziali note come capoeira, le musiche di chiara impronta africana (samba, afoxé e axé) e una cucina che presenta molte caratteristiche in comune con quella dell'Africa occidentale.
Vi sono inoltre alcune tribù di indios, fra cui i Pataxó, che risiedono lungo la costa meridionale e nelle zone interne, nella riserva del Monte Pascoal.
Inoltre l'incrocio con le popolazioni native (vari popoli ma abbastanza omogenei geneticamente) e quelle africane diede origine a una nuova etnia, detta cafusa, tipicamente bahiana, formata da individui di alta statura, con capelli lisci, carnagione mulatta e una fisionomia più simile a quella degli abitanti originari che non a quella africana, anche per successivi incroci con le popolazioni di origine europea.

## Politica

### Suddivisioni amministrative
Lo Stato è composto dalla capitale e da altri 415 comuni.
I comuni sono raggruppati in 32 microregioni, a loro volta raggruppate in 7 mesoregioni. Queste due entità sono state create dall'Istituto nazionale brasiliano di geografia e statistica per soli fini statistici, pertanto non individuano entità politiche o amministrative.

#### Capitale
- Salvador

#### Mesoregioni
- Centro-Norte Baiano
- Centro-Sul Baiano
- Extremo Oeste Baiano
- Metropolitana de Salvador

- Nordeste Baiano
- Sul Baiano
- Vale São-Franciscano da Bahia

#### Microregioni
- Alagoinhas
- Barra
- Barreiras
- Bom Jesus da Lapa
- Boquira
- Brumado
- Catu
- Cotegipe
- Entre Rios
- Euclides da Cunha
- Feira de Santana

- Guanambi
- Ilhéus-Itabuna
- Irecê
- Itaberaba
- Itapetinga
- Jacobina
- Jequié
- Jeremoabo
- Juazeiro
- Livramento do Brumado
- Paulo Afonso

- Porto Seguro
- Ribeira do Pombal
- Salvador
- Santa Maria da Vitória
- Santo Antônio de Jesus
- Seabra
- Senhor do Bonfim
- Serrinha
- Valença
- Vitória da Conquista

## Economia

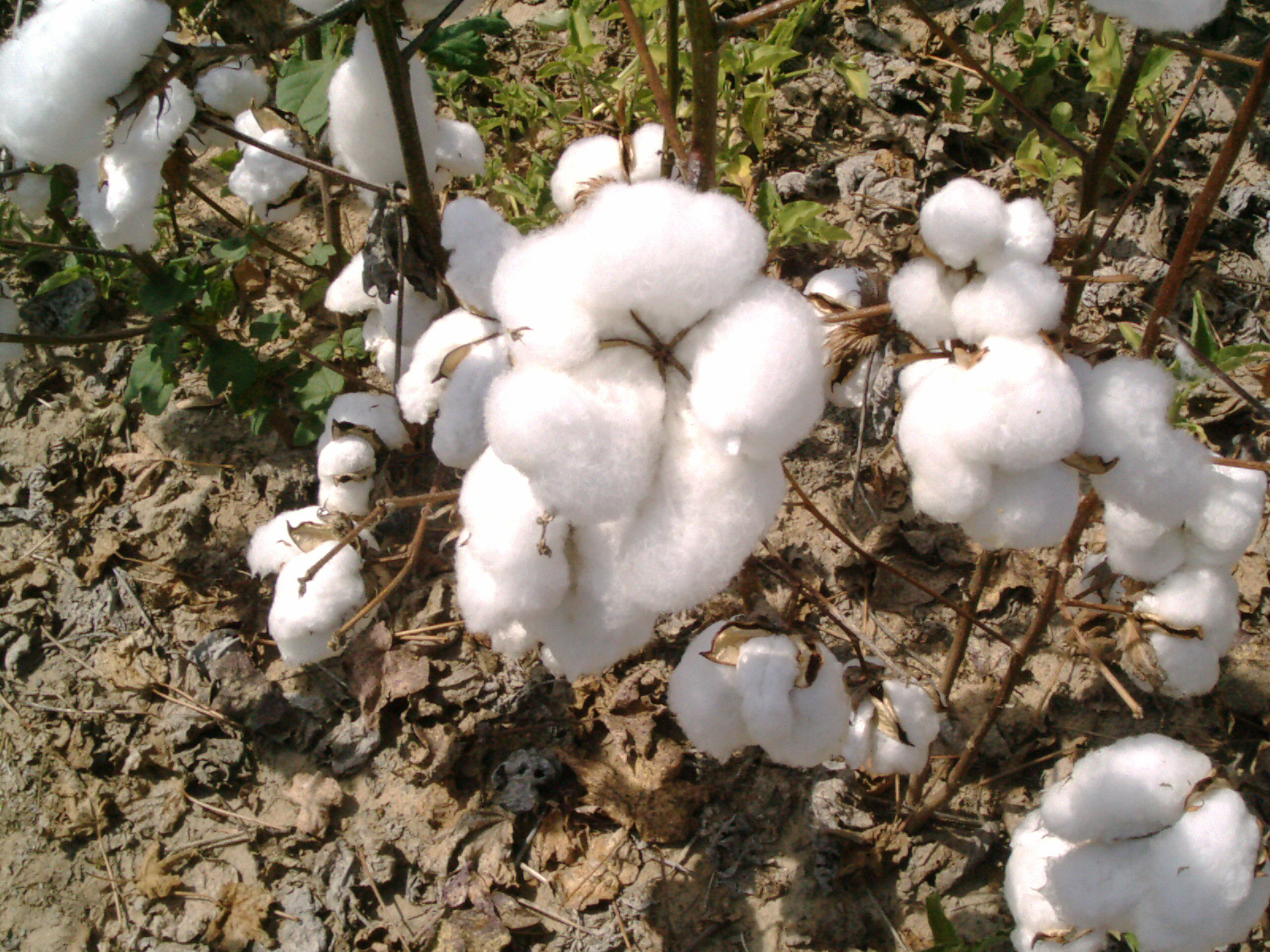
Cotone a Luís Eduardo Magalhães

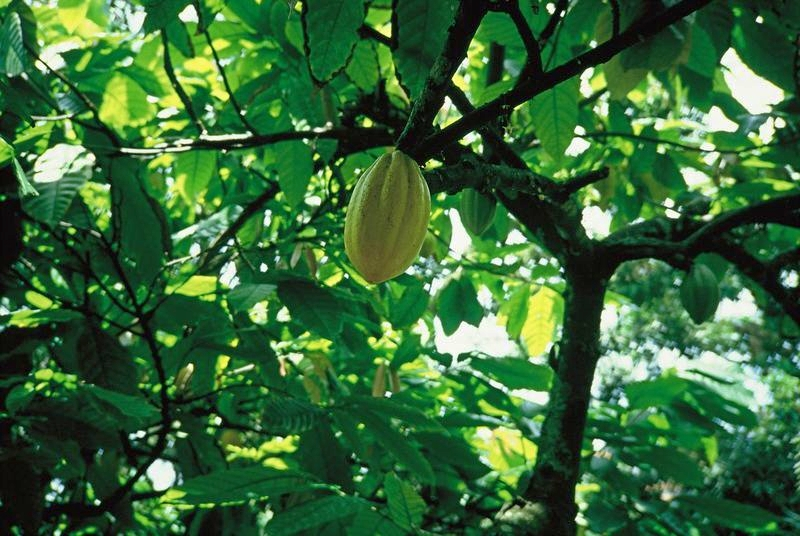
Cacao a Ilhéus

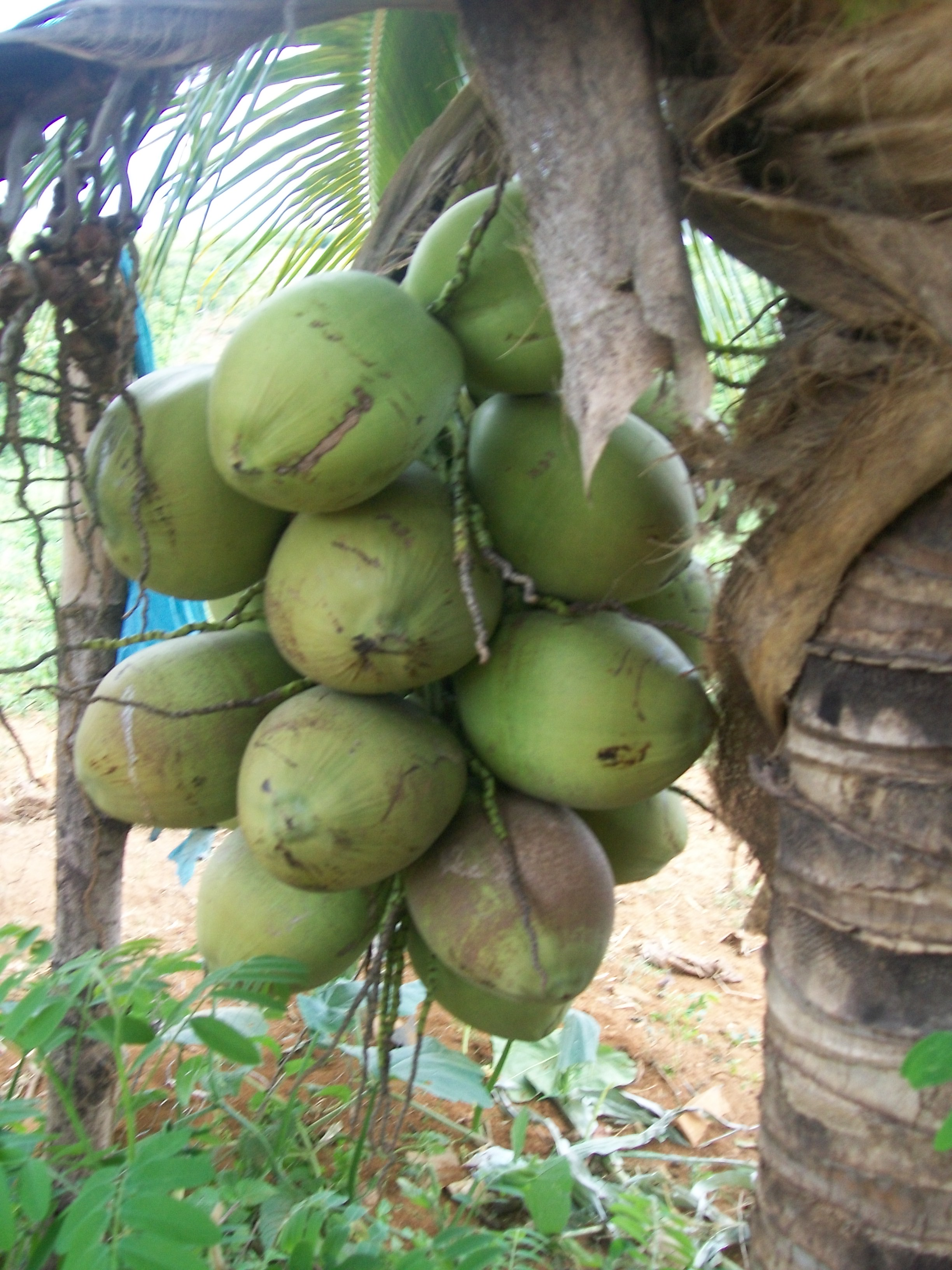
Cocco a Caetité

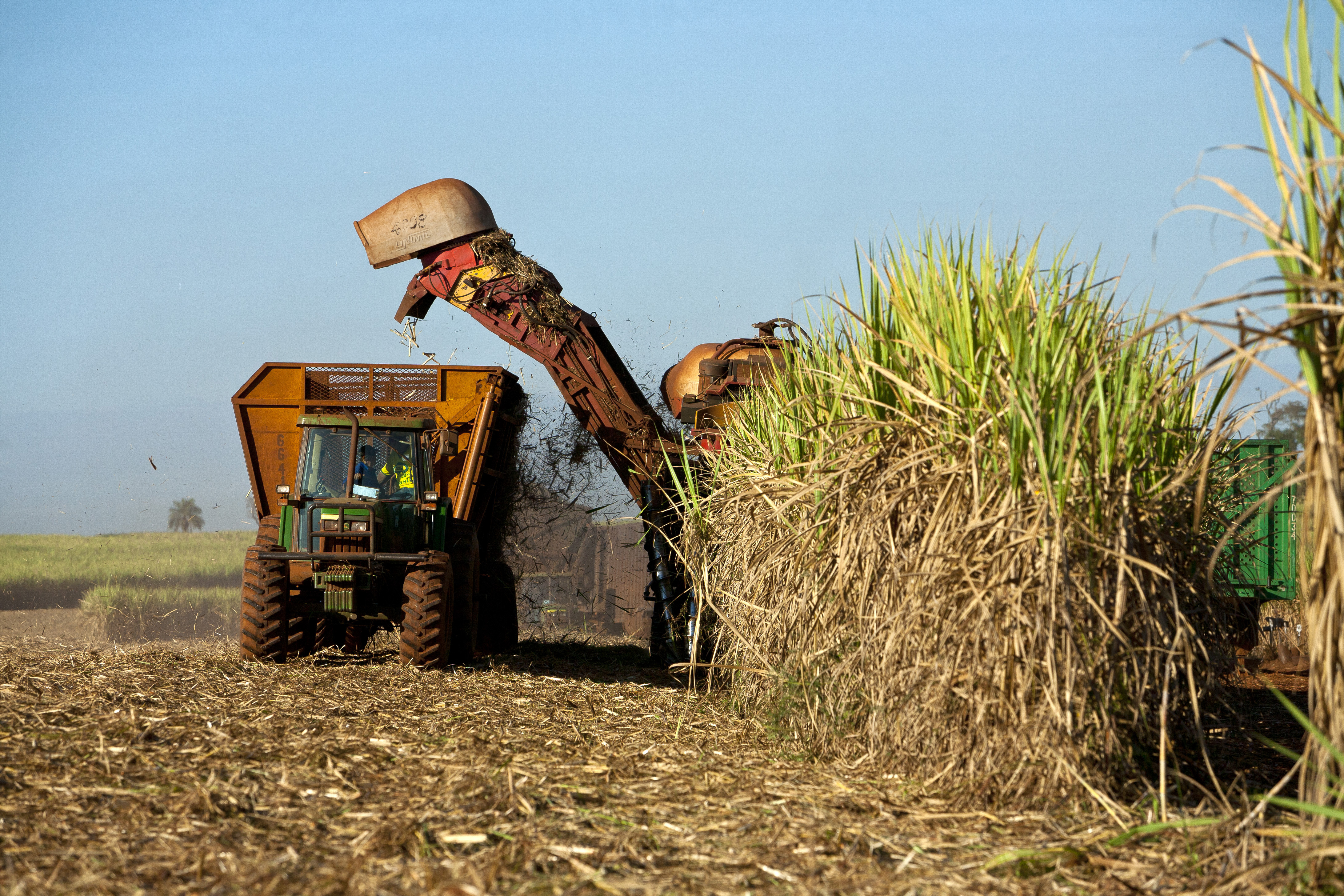
Canna da zucchero a Bahia

Nello Stato di Bahia vive il 6,96% della popolazione brasiliana, che genera il 3,9% del PIL (dato del 2021).
In agricoltura lo Stato si distingue per la produzione di cotone, cacao, soia e frutti tropicali come cocco, papaya, mango, banana e guaranà, oltre a produrre canna da zucchero, arancio, fagiolo, cassava ed altro.
Nel 2017 la regione nord-orientale è stata il maggior produttore di cocco nel Paese (il 74,0% della produzione nazionale, 351 milioni di frutti). Tuttavia, il settore ha subito una forte concorrenza e ha perso mercato a favore di Indonesia, Filippine e India, i maggiori produttori mondiali, che esportano acqua di cocco persino in Brasile. Oltre ai problemi climatici, la bassa produttività delle palme da cocco è legata alla varietà coltivata e alla tecnologia utilizzata nelle regioni costiere, dove cresce la maggior parte degli alberi di cocco e dove prevale ancora il sistema di coltivazione semi-estrattiva, a bassa fertilità e senza l'adozione di pratiche di gestione colturale. I tre stati che hanno la produzione maggiore (Bahia, Sergipe e Ceará) hanno una resa tre volte inferiore a quella del Pernambuco, che si trova al 5º posto nella produzione nazionale.
Nella produzione di cacao Bahia ha guidato a lungo la produzione brasiliana. Oggi condivide la leadership della produzione nazionale con lo stato del Pará, che nel 2017 ha ottenuto per la prima volta la prima posizione. Nel 2019 nel Pará sono state raccolte 135 000 tonnellate di cacao contro 130 000 del Bahia. L'area del cacao di Bahia è tre volte più grande di quella del Pará, ma la produttività del Pará è tre volte maggiore. Ciò è dovuto al fatto che i raccolti a Bahia sono più estrattivi e quelli in Pará hanno uno stile più moderno e commerciale; inoltre, i paraensi utilizzano semi più produttivi e resistenti, e la regione favorisce resistenza a Scopa della strega.
Nel 2020 Bahia produceva 4,7 milioni di tonnellate di canna da zucchero, a fronte di una produzione nazionale di 672,8 milioni di tonnellate (il Brasile è il più grande produttore mondiale).
Con 1,5 milioni di tonnellate raccolte nel 2019, Bahia è il secondo maggior produttore di cotone in Brasile, dopo il Mato Grosso.
Nel 2019 il Brasile, il più grande produttore mondiale di soia, ha prodotto quasi 120 milioni di tonnellate, di cui Bahia 5,3 milioni di tonnellate.
Nella produzione di mais nel 2018 il Brasile è stato il terzo produttore mondiale, con 82 milioni di tonnellate, e Bahia il più grande produttore del Nordest: 2,2 milioni di tonnellate. Insieme a Cearà, Bahia è il maggior produttore del Nordest anche per quanto riguarda i fagioli.
Come manioca, nel 2018 il Brasile ha prodotto 17,6 milioni di tonnellate nel 2018. Bahia è decima a livello nazionale con 610 000 tonnellate.
Nella produzione di arance, Bahia è stato il 4° produttore del Brasile nel 2018, con un totale di 604 000 tonnellate, il 3,6% della produzione nazionale.
Bahia è il secondo più grande produttore di frutta del Paese, con oltre 3,3 milioni di tonnellate all'anno, dietro a San Paolo, e uno dei principali produttori nazionali di dieci tipi di frutta. Nel 2017 ha guidato la produzione di cajarana, cocco, frutta secca o pigna, soursop, umbu, jackfruit, licuri, mango e frutto della passione, ed è al secondo posto in cacao mandorla, atemoia, cupuaçu, lime e limone, terzo in banana, carambola, guava, papaya, anguria, melone, ciliegia, melograno e uva da tavola. In tutto, 34 prodotti della frutticoltura di Bahia hanno un ruolo importante nell'economia nazionale.
Nella produzione di papaya, nel 2018 Bahia è stato il 2º stato produttore del Brasile, quasi alla pari con Espírito Santo: 337 000 tonnellate.
Bahia è stato il più grande produttore di mango nel 2019: 281 000 tonnellate. Juazeiro (130 000 tonnellate all'anno) e Casa Nova (54 000 tonnellate all'anno) sono in cima alla lista delle città brasiliane che guidano la coltivazione della frutta.
Nella produzione di banana nel 2018 Bahia è stata il secondo produttore nazionale.

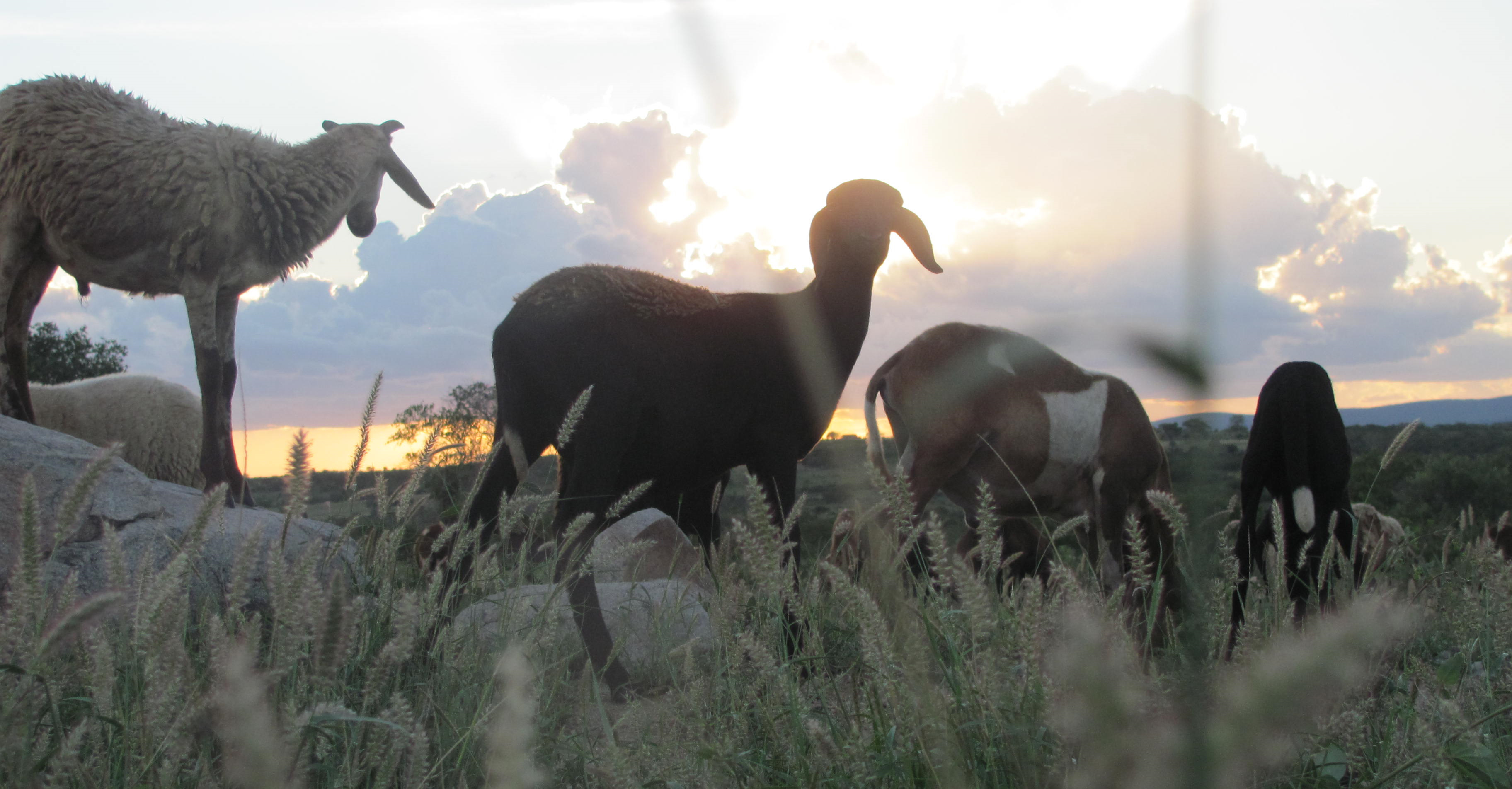
Capre in Araci

Bahia è il più grande produttore brasiliano di guaraná. Nel 2017 la produzione brasiliana è stata di circa 3,3 milioni di tonnellate. Bahia ha raccolto 2,3 milioni (principalmente nella città di Taperoá). Nonostante il frutto sia originario dell'Amazzonia, dal 1989 Bahia l'ha battuta in termini di volume di produzione e produttività del guaranà, grazie al fatto che il suolo di Bahia è più favorevole, oltre all'assenza di malattie nella regione. Gli utilizzatori più famosi del prodotto, come Ambev e Coca-Cola, acquistano tuttavia dal 90% al 100% del guaranà dalla regione amazzonica. I prezzi del guaranà baiano sono ben al di sotto di quelli di altri stati, ma le esenzioni fiscali del Sudam portano l'industria delle bevande a preferire l'acquisto di semi nel nord, il che aiuta a mantenere il più alto valore aggiunto del guaranà amazzonico. Le industrie farmaceutiche e gli importatori, invece, acquistano più guaranà da Bahia, a causa del prezzo.
Nel 2017 Bahia aveva il 30,9% di capre e il 20,9% di pecore rispetto al totale nazionale. Casa Nova si è classificata al primo posto nella classifica municipale con il maggior numero di entrambe le specie.
Nel 2017 Bahia aveva l'1,68% della partecipazione mineraria nazionale (4º posto nel paese). Bahia aveva una produzione di oro (6,2 tonnellate per un valore di 730 milioni di R$), rame (56 000 tonnellate, per un valore di 404 milioni di R$); cromo (520 000 tonnellate, per un valore di 254 milioni di R$) e vanadio (358 000 tonnellate, per un valore di 91 milioni di R$).
Bahia aveva un PIL industriale di 53,0 miliardi di R$ nel 2017, pari al 4,4% dell'industria nazionale. Impiega 356 997 lavoratori nel settore. I principali settori industriali sono: edilizia (24,8%), servizi industriali di pubblica utilità, come elettricità e acqua (15,0%), derivati del petrolio e biocarburanti (13,8%), prodotti chimici (9,4%) e alimenti (6,1%). Questi 5 settori concentrano il 69,1% dell'industria statale.
In Brasile, il settore automobilistico rappresenta quasi il 22% del PIL industriale. Bahia ha una fabbrica Ford. È stata aperta a Camaçari nel 2001. Il settore automobilistico baiano, guidato da Ford, è stato nel 2005 il terzo maggior contributore (14,6%) al PIL baiano.

## Turismo
Date le sue particolari caratteristiche Bahia è considerata una delle principali località turistiche internazionali. La sua fama è dovuta in gran parte al patrimonio artistico-culturale lasciato dai popoli colonizzatori venuti da altri continenti, dalla fusione di dottrine religiose di origine diversa, e per la varietà culturale. Il suo importante passato è testimoniato dal quartiere del Pelourinho dichiarato dall'UNESCO patrimonio mondiale dell'umanità. Oltre al lato culturale, Bahia offre molte attività mondane. La sua capitale, Salvador è una delle metropoli brasiliane più importanti, e conta molte bellezze naturali, tra cui 50 km di spiagge e molti parchi naturali, quale ad esempio la zona naturalistica di Praia do Forte, bellissimo paesino sulla costa 50 km a nord di Salvador, sede del progetto TAMAR, associazione naturalistica che si occupa della salvaguardia delle tartarughe marine.
Salvador si sviluppa in parte su una penisola che costituisce la porta di ingresso della Baía de Todos-os-Santos, la Baia di Tutti i Santi, così chiamata dai primi navigatori portoghesi che vi giunsero il 1º novembre, giorno di Ognissanti, appunto.
Molto frequentata dagli abitanti di Salvador è l'isola di Itaparica, situata 10 km a sud-est della Bahia e raggiungibile in 30 minuti di battello dal porto vecchio di Salvador oppure, con l'auto al seguito, in 50' di traghetto partendo dal terminale di S. Joaquim. L'isola, collegata a ovest alla terraferma attraverso un ponte di 1500 m, è ricoperta da una lussureggiante vegetazione tropicale.
Altre località molto frequentate dal turismo internazionale sono: Morro de São Paulo, Porto Seguro, Ilhéus, Entre Rios, Itacaré, Lençóis-Chapada Diamantina, Bom Jesus da Lapa, São Desidério etc.